# Введенське (Мішкинський район)
Вве́денське (рос. Введенское) — село у складі Мішкинського району Курганської області, Росія. Адміністративний центр Введенської сільської ради.
Населення — 595 осіб (2010, 770 у 2002).